# Blasius von Schemua
Blasius Edler von Schemua (Klagenfurt, 2 gennaio 1856 – Klagenfurt, 21 novembre 1920) è stato un generale austriaco, che sostituì il generale Franz Conrad von Hötzendorf nell'incarico di Capo di stato maggiore dell'Imperial regio Esercito tra il 3 dicembre 1911 e il 12 dicembre 1912. Dopo lo scoppio della prima guerra mondiale comandò il II Corpo d'armata durante le fasi della battaglia di Galizia.

## Biografia
Nacque a Klagenfurt, in Carinzia, il 2 gennaio 1856, figlio del major Blasius Schemua. Suo fratello minore Johann Edler von Schemua (1850-1919) fu a sua volta un generale dell'esercito. Frequentò la Scuola cadetti (Kadettenanstalt) di Marburg, e poi l'Accademia militare Teresiana di Wiener Neustadt, da cui uscì nel 1874 assegnato in servizio come leutnant presso il k.u.k. Infanterieregiment „Graf von Khevenhüller“ Nr. 7. Dal 1879 al 1881 prese parte, come membro, di una missione militare austriaca inviata in Persia, dopodiché dal 1882 al 1884 frequentò la Kriegsschule di Vienna. Nel 1885 entrò nel servizio presso lo Stato maggiore, e promosso capitano nel 1887 e rimase presso l'Evidenzbureau dello Stato maggiore generale (Generalstabs) fino al 1891. Dal 1894 al 1897 prestò servizio come insegnante di storia militare presso la Kriegsschule di Vienna, venendo promosso colonnello nel 1898. Nel 1902 divenne comandante del Infanterie-Regimentes Nr. 66, e nel 1905 assunse la guida della 55ª Brigata di fanteria e il 14 maggio dello stesso anno fu promosso a grado di generalmajor. Nel 1908 assunse il comando della 18ª Infanterietruppendivision di stanza a Ragusa, in Croazia. Il 3 maggio 1909 fu promosso feldmarschallleutnant e nominato capo sezione del Kriegsministerium a Vienna.
Nel 1911 il Capo di stato maggiore dell'esercito General der Infanterie Franz Conrad von Hötzendorf fu rimosso dal suo incarico dopo una disputa con l'Imperatore Francesco Giuseppe I su una possibile guerra preventiva con il Regno d'Italia allora fortemente impegnata nella guerra italo-turca. L'arciduca ereditario Francesco Ferdinando riuscì a far sostituire il ministro della guerra Franz Schönaich con Moritz Auffenberg von Komarów, ma dovette accettare la nomina di Schemua a capo di stato maggiore dell'esercito, avvenuta il 3 dicembre 1911.
Assunto tale incarico egli si adoperò subito per una forte l'espansione dell'esercito, e continuò i preparativi, già avviati da Conrad, per un eventuale spiegamento delle truppe in accordo con il capo di stato maggiore tedesco Helmuth Johann Ludwig von Moltke. Ammonì il governo che non si fosse riportato sotto controllo l'atteggiamento bellicistico dei Regni di Serbia e Montenegro l'Impero poteva rassegnarsi a diventare una potenza di secondo piano. Insieme all'arciduca Francesco Ferdinando si recò in visita ufficiale a Berlino per discutere dell'appoggio che i tedeschi avrebbero dato alle truppe austro-ungariche in una eventuale guerra contro l'Impero russo, a causa delle tensioni che allora aleggiavano nei Balcani. Giunti nella capitale tedesca i due ottennero dal Kaiser Guglielmo II appoggio incondizionato alla linea tenuta dall'Imperiale-regio governo, e appoggio militare nel caso di uno scoppio delle ostilità. La guerra non scoppio quell'anno, ma egli diede elaborazione ai piani di guerra divenuti noti come Kriegsfälle R(ussia), B(alcani) e I(talia). e comandò, insieme a Francesco Ferdinando, le grandi manovre dell'esercito tenutesi nel settembre del 1912. a Mezöhegyes in Ungheria.  L'aumento del rischio di una guerra nei Balcani riportò Conrad nella posizione perduta il 12 dicembre 1912,  e in quello stesso giorno egli fu nominato comandante del XVI Corpo d'armata con Quartier generale a Ragusa, succedendo al generale Lothar von Hortstein. Nel corso del 1912 fu nominato consigliere privato e si occupò di questioni filologiche ed etnografiche, intraprendendo lunghi viaggi di studio. Il 4 novembre 1913 fu promosso a General der Infanterie. Lasciò il comando del XVI Corpo d'armata il 14 febbraio 1914, sostituito dal generale Wenzel von Wurm, e nell'aprile dello stesso anno subentrò al generale subentrò al generale Alfred Ritter von Ziegler alla guida del II Corpo d'armata di Vienna.
Dopo lo scoppio della prima guerra mondiale, avvenuta nell'agosto 1914, comandò il II Corpo d'armata (4ª e 13ª Divisione) in forza alla 4ª Armata (General der Kavallerie von Auffenberg) nella battaglia di Komarów (26 agosto-2 settembre). Dopo questa vittoriosa battaglia le truppe della 4ª Armata vennero inviate a sud in supporto a quelle della 3ª Armata del generale Rudolf von Brudermann. Tale spostamento causò un varco tra le truppe della 4ª Armata e quelle della 1ª Armata del generale Viktor Dankl von Krasnik in cui si infilò la 3ª Armata russa del generale Nikolaj Vladimirovič Ruzskij. A copertura dell'ala destra della 4ª Armata austro-ungarica si trovava posizionato l'Armeegruppe al comando dell'arciduca Giuseppe Ferdinando d'Asburgo-Lorena. Nove divisioni austro-ungariche si scontrarono con altrettante russe nel corso della battaglia di Rawa (3-11 settembre) terminata con la ritirata delle truppe austro-ungariche. La 5ª Armata russa del generale Pavel Adamovič Pleve aveva attaccato con due corpi d'armata lo Armeegruppe dell'arciduca Giuseppe Ferdinando che fu decimato, e contemporaneamente mandato altri due corpi d'armata a compiere una manovra di aggiramento che minacciò di intrappolare la 4ª Armata austroungarica che dovette ripiegare in disordine, e ciò portò catastrofe completa in Galizia. A metà del mese di settembre lasciò il comando del II Corpo d'armata al generale Johann von Kirchbach su Lauterbach e il 24 settembre 1914 fu incaricato della fortificazione della linea sul Danubio Krems-Bratislava. Dopo che il pericolo di un definitivo attacco russo che avrebbe minacciato di invadere l'Ungheria, si ritirò a vita privata il 23 marzo 1915 e morì nella sua città natale dopo la fine della guerra, il 21 novembre 1920.

### Fonti
1. 1 2 3 4 5 6  Sondhaus 2000, p. 117.
2. 1 2 3 4 5 6 7 8 9  Österreichisches Biographisches Lexikon.
3. 1 2 3 4 5 6 7 8  Oocities.
4. ↑  McMillan 2020, p. 545.
5. ↑  McMillan 2020, p. 547.
6. ↑  McMillan 2020, p. 548.
7. ↑  Sondhaus 2000, p. 118.
8. ↑  Sondhaus 2000, p. 119.
9. ↑  Sondhaus 2000, p. 120.